# Lordiphosa chaoi
Lordiphosa chaoi är en tvåvingeart som beskrevs av Hu och Masanori Joseph Toda 1999. Lordiphosa chaoi ingår i släktet Lordiphosa och familjen daggflugor.
Artens utbredningsområde är Taiwan. Inga underarter finns listade i Catalogue of Life.